# Driby
Driby – wieś w Anglii, w Lincolnshire. Leży 41.1 km od Lincoln i 193 km od Londynu.
W 1961 roku civil parish liczyła 42 mieszkańców.